# Урођена хипотиреоза
Хипотиреоидни кретенизам је болест (ензимопатија) настала као последица недостатка ензима који катализује претварање аминокиселине тирозина у тиронин па се не стварају хормони штитне жлезде. Манифестује се тешким оштећењима ЦНС-а. 
Наслеђује се аутозомно-рецесивно при чему су родитељи најчешће фенотипски нормални хетерозиготни преносиоци рецесивног мутираног алела. У неким породицама се из брака оба оболела родитеља, који су хомозиготи, рађају здрава деца. Тада је у питању феномен означен као генокопија. Такви родитељи носиоци различитих мутираних алела (гена за ензим који регулише биосинтезу тиронина или гена за агенезу штитне жлезде) који имају исти ефекат на фенотип. Њихови потомци су у том случају хетерозиготи за две различите мутације и стога фенотипски нормални.
Хипотиреоидни кретенизам може да буде условљено и недостатком јода у храни и пићу, односно и генетички фактори и фактори средине могу да дају исти фенотип што се назива фенокопија.